# Struga (województwo lubuskie)
Struga (niem. Straube) – wieś w Polsce położona w województwie lubuskim, w powiecie krośnieńskim, w gminie Bytnica.
Wieś słynie z jezior Kamieńskie i Ciche, które od lat cieszą się zainteresowaniem turystów. W okolicy Strugi znajduje się także stary, poniemiecki cmentarz, dawne zabudowy z około XVIII wieku oraz stary młyn wodny.
W latach 1975–1998 miejscowość położona była w województwie zielonogórskim.